# Freiwilliges Feldjäger-Korps von Schmidt
Das Freiwillige Feldjäger-Korps von Schmidt wurde im Spätherbst 1813 vorwiegend aus Heidelberger Studenten gebildet, nachdem sich das Großherzogtum Baden nach der Völkerschlacht bei Leipzig auf die Seite der Alliierten geschlagen hatte. Gegründet wurde es als Freiwilliges Feldjäger-Korps von Göckel auf Initiative eines früheren preußischen Offiziers, August v. Göckel, der bis 1807 als Sekonde-Lieutenant im preußischen Feldjäger-Regiment gestanden hatte. Mitte November 1813 übergab Göckel, nach einem unglücklichen Sturz vom Pferd, das Kommando an den vom Niederrhein stammenden Studenten Frohwalt von Schmidt, der fortan dem Korps seinen Namen geben sollte.
Im Gegensatz zum badischen Freiwilligen Jägerkorps zu Pferd erhielten die Schmidtschen Feldjäger, wie sie auch genannt wurden, nie die offizielle Anerkennung durch den Großherzog von Baden. Deshalb mussten sich die Freiwilligen, die sich auf eigene Kosten ausrüsteten und bewaffneten, auch selbst verpflegen, was ihnen bald den Ruf von disziplinlosen Plünderern eintrug. Ihre im Gefecht bewiesene hohe Kampfmoral und die diplomatischen Fähigkeiten von Schmidts glichen die Differenzen mit den höheren Befehlshabern jedoch immer wieder aus.
Das Freikorps, auf 43 Freiwillige angewachsen, schloss sich am 17. Dezember 1813 an das freiwillige Jäger-Detachement des Füsilier-Bataillons des preußischen 1. Garde-Regiments zu Fuß an, mit dem es am Winterfeldzug in Frankreich teilnahm. Durch Gefechtsverluste und Krankheiten nur noch 22 Mann stark, nahm das Korps an der Schlacht bei Paris am 30. März 1814 teil.
Mitte Mai 1814 wurde es aufgelöst, und die Freiwilligen kehrten in ihre Heimat oder nach Heidelberg zurück.
Ein letztes Mal traten die Mitglieder des Korps am 18. Oktober 1814 zusammen, anlässlich der Einweihung des Gedenksteins zur Völkerschlacht bei Leipzig auf dem Königstuhl oberhalb von Heidelberg.

## Uniform und Bewaffnung
Die Freiwilligen trugen ein dunkelgrünes Kollett mit ponceauroten Kragen und Aufschlägen und zwei Reihen von je 8 Knöpfen auf der Brust. Besonders hervorstechend waren die bleumourantfarbenen (blassblauen) Hosen, die auf ungarische Art vorne mit einem Bärentatzenmuster aus schwarzer Schnur verziert waren. Dazu schwarze Stiefel. Das Lederzeug war schwarz, die Bewaffnung bestand aus privat angeschafften Büchsen verschiedener Kaliber. Im Dezember 1813 wurde die badische Kokarde durch die preußische ersetzt.